# Phalaca viridis
Phalaca viridis är en insektsart som beskrevs av Willemse, C. 1938. Phalaca viridis ingår i släktet Phalaca och familjen gräshoppor. Inga underarter finns listade i Catalogue of Life.